# المهاجر (فلم 2013)
المهاجر (بالإنجليزية: The Immigrant) هو فيلم دراما أمريكي من إخراج جيمس غراي  وبطولة ماريون كوتيار، خواكين فينيكس وجيرمي رينر. ترشح لجائزة السعفة الذهبية في مهرجان كان السينمائي 2013.

## روابط خارجية
- مقالات تستعمل روابط فنية بلا صلة مع ويكي بيانات